# Claudio Romo
Claudio Romo, nome esteso Claudio Andrés Salvador Francisco Romo Torres (Talcahuano, 31 dicembre 1968), è un illustratore cileno.

## Biografia
Disegnatore fin da bambino, dopo essersi laureato in didattica delle arti plastiche presso l’Università di Concepción, in Cile (1988–1993), nel 2001 Claudio Romo si avvicina al mondo dell’incisione, con un praticantato presso la Grafikwerkstatt di Dresda patrocinato dal Ministero per le scienze e le arti della Sassonia.
Dal 2002 al 2004 studia arti visive in Messico, presso l’Academia de San Carlos (Escuela Nacional de Artes Plásticas, UNAM), specializzandosi sempre in incisione. Durante la sua permanenza in Messico entra in contatto con la casa editrice Fondo de Cultura Económica, che riconosce il potenziale delle sue incisioni per un settore quale la letteratura per l’infanzia. È così che vede la luce il suo primo albo illustrato, El cuento de los contadores de cuentos (2004, con testi di Nacer Khemir).
Dopo un’esperienza di questo tipo, “gli si apre un nuovo campo” e sceglie di non limitare più la sua opera all’illustrazione fine a sé stessa (e in particolare alle incisioni) ma di passare a un tipo di illustrazione più ‘narrativa’, per poter comunicare con un maggior numero di persone. Parallelamente alla sua attività di illustratore, dal 1997 è professore di disegno, incisione, illustrazione e narrazione per immagini presso l’Università di Concepción, in Cile, città dove vive.
Da questa sua frequentazione con gli studenti, nel 2010 nasce Libros de nébula, progetto editoriale in collaborazione con Alexis Figueroa, Carlos Valle, Eladio Rodríguez e altri per dare voce al disegno (di stampo narrativo) sulla carta stampata,
Autore di diversi volumi (pubblicati in Italia da #logosedizioni) e vincitore di svariati premi, espone le sue opere in mostre collettive e personali tra Cile, Messico e Italia.

## Pensiero e caratteristiche della sua opera
Fortemente convinto del valore dell’arte come “strumento di democratizzazione” e libertà in grado di dar voce a una comunità, Claudio Romo rifugge le categorie classiche dell’arte contemporanea, “preferendo che i suoi lavori passino di mano in mano attraverso i libri piuttosto che stare chiusi in una galleria”. In città come quella di Concepción, dove a suo avviso c’è carenza di luoghi di cultura e aggregazione, i libri sono mezzi fondamentali di diffusione del sapere, che si trasformano essi stessi in spazi espositivi e narrativi.
Affascinato dall’idea che i libri illustrati siano destinati tanto ai bambini quanto agli adulti e “forte di un linguaggio plastico molto ricco”, oltre che di “un’innata capacità di generare intertestualità” e “rivendicare il ruolo della narrazione per immagini nella costruzione di lettori partecipativi e critici”, Claudio Romo sta “contribuendo ad aprire un nuovo campo al libro illustrato in Cile”, tradizionalmente associato agli scaffali delle librerie riservati a bambini e ragazzi.
Ispirandosi a grandi nomi dell’arte del passato quali Albrecht Dürer, Hyeronimus Bosch e tutto l’immaginario medievale, ma anche ad autori più contemporanei come Horst Janssen, Francis Bacon, Lucian Freud, Otto Dix e gli espressionisti tedeschi o, nel settore del fumetto, gli argentini Enrique Breccia, Alberto Breccia, Patricia Breccia o il francese Moebius, “con un segno raffinatissimo e psichedelico” Romo si concentra sulla costruzione di territori di finzione, dove “in maniera inquietante e perturbante, bellezza e incubo si fondono” e dove “le immagini sferrano colpi ai canoni e agli standard, alla povertà immaginativa, invitandoci a prender parte a un viaggio delirante, a goderci la paura e a convivere con ciò che è sinistro”.
Nella sua opera si possono scorgere due filoni principali: la memoria e la fantasia. Romo punta infatti alla realizzazione di libri che si trasformino in cataloghi, raccolte di immagini, collezioni di oggetti, esseri e luoghi insoliti di cui serbare memoria. Ne sono un esempio Informe Tunguska (dove “la relazione molto libera tra testo e immagini rende possibile una forte polisemia e conferisce [all'opera] il carattere disorganizzato e miscellaneo di un archivio”), Il libro della flora imprudente (“una sorta di bestiario vegetale […] un catalogo di piante immaginarie […] per dimostrare tanto agli adulti quanto ai bambini quanto la natura possa essere delirante, e per avvicinarli al mondo della scienza”), Viaggio nel fantasmagorico giardino di Apparitio Albinus (“il viaggio di una sorta di Marco Polo che visita una terra lontana e l’immagine che ne riporta è simile a quella dei bestiari medioevali”, “un viaggio perverso e visionario in un luogo di fantasia, un giardino che è un mondo intero e complesso”) Nueva Carne (“antologia di esseri deformati e mutanti che potrebbero benissimo abitare in un inferno privato, alter ego cacciati dal proprio paradiso”), Bestiario Mexicano (“una rivisitazione personale di cinque figure mitologiche della tradizione Maya, ancora diffuse al giorno d’oggi nel folklore dello Yucatán: il sinsimito, gli aluxe, il nahual, il waay pop e il waay chivo”) ecc.
Parallelamente, la sua produzione ha una forte vocazione sociale e di riscatto del passato, della storia dei più deboli e degli oppressi, da far rivivere nei racconti, una scelta in linea con il suo già citato modo di intendere l’arte come strumento di realizzazione di una comunità nel suo territorio, di democratizzazione e di libertà, (come in Informe Tunguska o nel graphic novel Lota 1960 (anche mostra) sullo sciopero dei minatori della città di Lota).

## Premi e riconoscimenti
- 1996: Primo classificato al Concurso Nacional de Arte Joven, Universidad de Valparaíso, Cile con l’opera Los sueños de Santos Chavez
- 2008: Premio Amster-Coré al disegno e l’illustrazione editoriale del Consiglio nazionale per la cultura e le arti del Messico con El álbum de la flora imprudente, LOM ediciones
- 2009: Premio Amster-Coré al disegno e l’illustrazione editoriale del Consiglio nazionale per la cultura e le arti del Messico con Fragmentos de una biblioteca transparente, LOM ediciones
- 2014: Premio Municipal de Arte, Municipalidad de Concepción[15]
- 2015: Premio Municipal de Arte, Municipalidad de Talcahuano

## Mostre personali (selezione)
- 2005: Láminas de anatomía apócrifa – esposizione personale, Pinacoteca de la Universidad de Concepción e Museo Internacional de la Gráfica, Concepción e Chillán, Cile
- 2009: Informe Tunguska – esposizione di tavole originali, Centro Cultural de España, Santiago, Cile
- 2009: Informe Tunguska – esposizione di tavole originali, Pinacoteca de la Universidad de Concepción, Concepción, Cile
- 2011: Fragmentos de una biblioteca transparente – esposizione di tavole originali, Galería Concreta Matucana 100, Santiago, Cile[16]
- 2011: Serie de grabados – Pabellón 83, Lota, Cile[17]
- 2012: Monstruos Mexicanos – esposizione di tavole originali, Feria Internacional del Libro de Guadalajara, Messico
- 2015: Viajes por el jardín espectral – Biblioteca Viva, Concepción, Cile[18]
- 2016: Viaggio nel fantasmagorico giardino di Apparitio Albinus. Mostra a cielo aperto #logosedizioni & CHEAP – via dell’Abbadia, Bologna[19][20]
- 2018: Tábula Esmeraldina – esposizione di tavole originali, Sala David Stitchkin, Galería Universitaria, Concepción, Cile[21]
- 2019: Fragmentos de una biblioteca transparente – esposizione di tavole originali del libro omonimo, Sala Ricardo Donoso, Archivo Nacional, Santiago, Cile[22]
- 2023: Comprendere lo spirito di un golem. Mostra a cielo aperto #logosedizioni & CHEAP – via dell’Indipendenza, Bologna[23]

## Mostre collettive (selezione)
- 2001: Chilenische Grafik – mostra collettiva di incisori cileni, Galleria del Ministero per le scienze e le arti della Sassonia, Dresda, Germania
- 2001: Quattro sue litografie entrano nella collezione del Kupferstich-Kabinett, Staatliche Kunstsammlungen, Dresda, Germania
- 2002: Esposizione collettiva di artisti cileni, Casa de Gobierno dello stato di Tlaxcala, Messico
- 2005: Le immagini della fantasia. XXIII Mostra internazionale di illustrazione per l’infanzia – Casa della fantasia, Sarmede, Italia
- 2007: Yo es un Otro – Pinacoteca de la Universidad deConcepción, Concepción, Cile
- 2008: Immanencias. Sesgos místicos en el arte contemporáneo – mostra collettiva, Sala de Extensión de la Pontificia Universidad Católica de Chile, Santiago, Cile
- 2012: Los Otros – mostra collettiva, Galería Plop, Santiago, Cile[24]
- 2014: Lota 1960 – Galería Plop, Santiago, Cile[25]

## Opere
- 2004, El cuento de los contadores de cuentos (scritto da Nacer Khemir), Fondo de cultura económica, México
- 2004, Por qué las bailarinas bailan en punta de pies (scritto da Manuel Peña Muñoz), Norma ediciones, Chile
- 2007, El álbum de la flora imprudente: por Lázaro de Sahagún, descubridor y estudioso de la vida vegetal, LOM ediciones, Chile
- 2007, Bestiario, animales reales y fantásticos (scritto da Juan Nicolás Padrón), LOM ediciones, Chile
- 2007, Fragmentos de una biblioteca transparente (scritto da Alexis Figueroa), LOM ediciones, Chile
- 2008, Informe Tunguska (scritto da Alexis Figueroa), LOM ediciones, Chile[26]
- 2008, Los niños de la Cruz del Sur (scritto da Manuel Peña Muñoz), ZIGZAG ediciones, Chile
- 2012, Monstruos Mexicanos (scritto da Carmen Leñero), Conaculta, México
- 2016, Crónica de los hechos portentosos, Pehuen-Erdosain, Chile
- 2016, Viaggio nel fantasmagorico giardino di Apparitio Albinus (traduzione di Federico Taibi) #logosedizioni, Italia[27]
- 2016, A Journey in the Phantasmagorical Garden of Apparitio Albinus (traduzione di David Haughton), #logosedizioni, Italia
- 2016, Nueva carne (introduzione di Ivan Cenzi, traduzione inglese di David Haughton), #logosedizioni, Italia
- 2017, Il libro della Flora imprudente (traduzione di Federico Taibi), #logosedizioni, Italia[28]
- 2017, The Book of Imprudent Flora (traduzione di David Haughton), #logosedizioni, Italia
- 2017, El libro de la Flora imprudente, #logosedizioni, Italia
- 2017, La coronación de las plantas (scritto da Diego S. Lombardi), Jekyll & Jill, España
- 2017, Tavola smeraldina (traduzione di Federico Taibi), #logosedizioni, Italia[29]
- 2017, Tábula esmeraldina, #logosedizioni, Italia
- 2018, Fragmentos de una biblioteca transparente (scritto da Alexis Figueroa), Erdosain, Chile
- 2018, Bestiario Mexicano, #logosedizioni, Italia[30]
- 2019, Cronache dei mondi sotterranei (traduzione di Federico Taibi), #logosedizioni, Italia
- 2021, Herbolaria memorabile (scritto da Alexis Figueroa, traduzione di Federico Taibi), #logosedizioni, Italia
- 2023, Los procesos contra las brujas (testo di Walter Benjamin), Akal, Spagna
- 2023, Comprendere lo spirito di un golem. Guida pratica e aneddotica, (scritto da Alexis Figueroa, traduzione di Federico Taibi), #logosedizioni, Italia

## Serie di opere grafiche
- 1993–1996, Serie El Golem, portfolio di 20 litografie e incisioni su metallo
- 1995–1998, Serie El niño que enloqueció de amor, portfolio di 15 litografie e incisioni su metallo
- 1998–1999, Crónica de los hechos portentosos, 5 libri con serie di 16 xilografie[31]
- 2000-2001, Murga de la diablería, 10 libri di grande formato con serie di 13 xilografie, finanziato dal Fondo per lo sviluppo della cultura e delle arti del Ministero dell’educazione cileno
- 2001-2004, Láminas de antropofagia mexicana, serie di 15 libri con 9 acqueforti e litografie, realizzate presso il laboratorio Blackstone di Città del Messico
- 2001–2004, Páginas de anatomía apócrifa, serie di litografie e acqueforti